# Companyia Austrohongaresa de Vapors
La Companyia Austrohongaresa de Vapors és una editorial valenciana fundada el febrer de 2016 per Anna Bayarri Mejías i el periodista Francesc Bayarri. És una editorial amb especial atenció a tot allò relacionat amb la memòria històrica i el reconeixement de la vàlua de grans professionals. Destaca, entre d'altres la primera traducció al català d'obres de Blasco Ibañez. La crítica n'apunta l'«aposta agosarada, i estimulant» de posar al carrer, «en edicions molt acurades, les novel·les de l'anomenat cicle valencià» d'aquest autor.

## Fons editorial
- València sic transit, de Francesc Bayarri. Des del final del franquisme fins als casos més recents de corrupció política, des del colp d'Estat del 23-F fins a la celebració de la Copa de l'Amèrica, ‘València sic transit’[5] abraça un període de quaranta anys de la història valenciana. Plantejada tècnicament com un juí sumaríssim al període conegut com la Transició, la novel·la mescla personatges reals, com ara Vicent Ventura o Joan Monleón, amb altres completament de ficció, per tal d'oferir una visió iconoclasta de les últimes dècades.[6]
- Amado Granell. El valencià que va alliberar París, de Cyril Garcia. Primera biografia publicada en català del primer militar aliat a entrar, l'agost de 1944, al París ocupat pels nazis. Amado Granell havia nascut a Borriana el 1898 i va morir a Sueca el 1972.[7]
- Rosa Solbes. El periodisme insurgent, d'Esperança Costa. Primera biografia sobre la periodista valenciana, que inclou una selecció dels seus millors reportatges, entrevistes i columnes.
- La Barraca,[8] Entre tarongers[9] Flor de maig, Canyes i fang i Els quatre genets de l'apocalipsi de Vicent Blasco Ibáñez[2]
- Res i així sia, d'Oriana Fallaci. Primera traducció al català a càrrec de Maria Sirera.[3]